# Xi Vưu
Xi Vưu (chữ Hán: 蚩尤), cũng đọc là Xuy Vưu hay Si Vưu, là một anh hùng cổ xưa của người Miêu ở Trung Quốc. Xi Vưu, cùng với Hoàng Đế và Viêm Đế, được coi là một trong ba quốc phụ vĩ đại của Trung Quốc. Là thủ lĩnh bộ lạc Cửu Lê (九黎) và được biết đến nhiều do đã chiến đấu với Hoàng Đế trong trận Trác Lộc trong truyền thuyết Trung Quốc. Trong những truyền thuyết liên quan, Xi Vưu đã thể hiện được uy lực trong chiến tranh, từ đó tên gọi Xi Vưu cũng trở thành đồng nghĩa với từ "chiến tranh" trong tiếng Hán, những người tôn trọng thì xem ông như là chiến thần, còn những người bài xích thì xem ông như là một người gây họa.
Đối với người Miêu, "Txiv Yawg" (IPA: /cʰi jaɨ/) là một vị vua thần thoại có tính khôn ngoan. Người ta tin rằng ông là thủ lĩnh của một liên minh bộ lạc được hình thành bởi một số bộ lạc ở miền nam Trung Quốc khoảng 5000 năm trước. Nguồn gốc của Xi Vưu phức tạp và gây tranh luận, ông có thể thuộc tộc Miêu (H'Mông), Đông Di, hay thậm chí là Man, tùy theo nguồn và nhận định. Ngày nay, Xi Vưu vẫn giữ một vị trí quan trọng trong thần thoại và phong tục của người Miêu.

## Khái quát truyền thuyết
Trong lịch sử Trung Quốc, cổ tịch từ thời Xuân Thu đã có ghi chép tương đối phong phú về truyền thuyết Xi Vưu, song thường có mâu thuẫn. Theo các ghi chép này, Xi Vưu là lãnh tụ bộ lạc Cửu Lê thời thượng cổ. Có học giả chiếu theo Dật Chu thư (逸周书) Diêm Thiết luận (盐铁论) phỏng đoán rằng Xi Vưu thuộc tập đoàn thị tộc Thái Hạo, Thiếu Hạo. Xi Vưu có 81 người anh em (khả năng có ý chỉ 81 bộ lạc, có thuyết nói là 72) kiêu dũng thiện chiến, thế lực lớn mạnh.
Trong một tình tiết thần thoại, sau khi Xi Vưu tuyên bố rằng mình không thể bị chế ngự, Nữ Oa đã ném một phiến đá từ Thái Sơn vào Xi Vưu. Xi Vưu không thể nghiền nát phiến đá, song vẫn có thể xoay xở để thoát ra. Từ đó về sau, các khối đá có hình năm ngón tay, được khắc chữ "Thái Sơn thạch cảm đương" (泰山石敢當, phiến đá Thái Sơn) trở thành một vũ khí tinh thần của người Hán trong việc xua đuổi cái ác và tai họa.
Trong rất nhiều cổ tịch có đề cập đến việc Xi Vưu chiến đấu với Hoàng Đế-thủ lĩnh một liên minh bộ lạc, tình huống cụ thể thì có ba thuyết:
- Thuyết thứ nhất thấy trong Sử ký Tư Mã Thiên, phần "Ngũ Đế bản kỷ", theo đó thì sau khi Hoàng Đế chiến thắng trước Viêm Đế trong trận Phản Tuyền (阪泉之战), Xi Vưu làm loạn, Hoàng Đế đã đánh bại Xi Vưu trong trận Trác Lộc (涿鹿之战), do đó củng cố địa vị thiên tử.[14]
- Thuyết thứ hai ghi trong Dật Chu thư, phần "Thường mạch thiên", theo đó Xi Vưu đã đánh đuổi Xích Đế (Viêm Đế), Xích Đế xin Hoàng Đế trợ giúp, Nhị Đế liên thủ giết chết Xi Vưu ở Trung Ký.[15]
- Thuyết thứ ba được ghi trong Sơn hải kinh, phần "Đại hoang Bắc kinh", theo đó Xi Vưu đưa binh tiến đánh Hoàng Đế, Hoàng Đế lệnh cho Ứng Long (应龙) nghênh chiến, hai bên tiến hành đại chiến trên cánh đồng ở Ký Châu, Xi Vưu bại trận và bị giết.[16]

Mặc dù các thuyết trên luôn có một vài điểm khác biệt, song hầu hết đều xuất hiện chi tiết Xi Vưu giao chiến với Hoàng Đế. Quá trình chiến tranh cũng phức tạp, và mang sắc thái thần thoại ở mức độ cao. Xi Vưu thiện chiến, "chế tạo năm loại binh khí, biến đổi mây mù", "làm ra sương mù dày đặc, trọn ba ngày", Hoàng Đế "chín lần chiến thì chín lần không thắng" "ba năm không hạ được thành". Sử ký dẫn từ Ngư Long hà đồ (魚龍河圖) chép rằng Hoàng Đế không địch nổi Xi Vưu, bèn "ngước lên trời mà than thở, ông trời sai Huyền Nữ xuống ban cho Hoàng Đế binh lính được thần thánh phù trợ". Sau cùng, nhờ có lực lượng của Huyền Nữ mà Hoàng Đế đã giành được chiến thắng.
Một thuyết thì cho rằng Xi Vưu dùng yêu thuật tạo ra sương mù dày đặc làm quân của Hoàng Đế mất phương hướng, Hoàng Đế liền dùng Chỉ Nam xa dẫn đường để đuổi giết Xi Vưu, giành được thắng lợi.

## Cái chết
Về kết cục của Xi Vưu, các truyền thuyết đa phần nói rằng bại binh và bị giết, song cũng có thể đã thần phục Hoàng Đế, và trở thành tướng quân sự.
Theo ghi chú của họa gia La Sính (罗聘) thời Thanh: "Hoàng Đế đã hạ lệnh cho quân lính chặt đầu Xi Vưu... thấy rằng đầu của Xi Vưu đã bị tách khỏi phần thân, sau đó Hoàng Đế đã cho khắc hình tượng của Xi Vưu lên các chén thiêng nhằm cảnh báo những người có lòng thèm muốn quyền lực và giàu sang." Hoàng Đế chiến đấu với Xi Vưu là một sự kiện cực kỳ quan trọng trong truyền thuyết Trung Quốc. Sau khi Hoàng Đế giành được thắng lợi đã thống nhất khu vực Trung Nguyên, trở thành thủy tổ của tộc Hoa Hạ. Cũng do đó, các sử tịch Hán văn, đặc biệt là điển tịch Nho giáo- vốn chiếm thế chủ lưu trong một thời gian dài, xem Xi Vưu là một nhân vật xấu xa mặc dù điều này không hoàn toàn công bằng. Về sau, Xi Vưu dần bị thần hóa, trở thành nhân vật có hình tượng "đầu đồng trán sắt", "tám tay tám chân", "thân người móng trâu, bốn mắt sáu đầu", và "ăn cát sỏi".
Sau khi Xi Vưu bại trận, người trong bộ tộc Cửu Lê lưu tán, một bộ phận quy phục Hoàng Đế, một bộ phận di cư đến nơi khác.

## Khảo chứng

### Thời đại Thượng cổ

#### Xi Vưu cùng Viêm Đế
Xi Vưu và Viêm Đế có quan hệ phức tạp, các thuyết có sự khác biệt. Có một loại quan điểm nhận định Xi Vưu có khả năng từng thần thuộc Viêm Đế hoặc từng gia nhập và liên minh bộ lạc mà Viêm Đế làm thủ lĩnh. nhưng sau đó giữa Xi Vưu và Viêm Đế đã phát sinh xung đột gay gắt, và kết quả là Viêm Đế đại bại.
Một số nhà sử học mà đại diện là Hạ Tằng Hựu (夏曾祐), Đinh Sơn (丁山), Lã Tư Miễn (吕思勉) thì nhận định rằng Xi Vưu là Viêm Đế. Họ chủ yếu căn cứ theo ghi chép về Trác Thủy trong Thủy Kinh Chú (水经注) đưa ra nhận định rằng nơi giao chiến giữa Xi Vưu và Hoàng Đế (ở Trác Lộc) và nơi giao chiến giữa Viêm Đế và Hoàng Đế (ở Phản Tuyền) thực ra là một nơi, hai trận chiến thực ra chỉ là một, biểu hiện của Xi Vưu và Viêm Đế cũng tương đồng. Thêm vào đó, Xi Vưu và Viêm Đế đều lấy ngưu làm vật tổ.
Cũng có quan điểm rằng Xi Vưu xuất hiện sau Viêm Đế. Hai người này cùng thuộc một bộ tộc, đều là tước hiệu thủ lĩnh hoặc là thủ lĩnh của bộ tộc đó. Sau khi Hoàng Đế đánh bại bộ tộc Viêm Đế, bộ tộc Xi Vưu hoạt động với tư cách là hậu thế, vì muốn báo thù nên đã giao chiến với Hoàng Đế trong đại chiến Trác Lộc, sau khi chiến bại, thủ lĩnh bị bắt giết, một bộ phận tộc nhân quy thuận Hoàng Đế.

#### Xi Vưu với Hoàng Đế
Trong một thời gian dài, tư tưởng Nho giáo là chủ lưu trong xã hội Trung Quốc, trước sau như một đều nhấn mạnh quan niệm "chính thống", sử gia lại có truyền thống "thắng làm vua, thua làm giặc". Việc Hoàng Đế chiến thắng Xi Vưu dần được mô tả là chiến tranh giữa chính nghĩa và tà ác, chẳng hạn như trong "Sử ký-Ngũ Đế bản kỉ", lưu truyền sâu rộng.
Trong các tư liệu văn hiến phi Nho giáo như "Dật Chu thư", "Sơn Hải kinh", sự kiện Xi Vưu giao chiến với Hoàng Đế được miêu tả tương đối khách quan. Trong kinh điển Trang tử của Đạo giáo, mượn lời của Đạo Chích mà bày tỏ đồng tình với Xi Vưu và khiển trách Hoàng Đế.
Thêm vào đó, Xi Vưu và Hoàng Đế ngoài quan hệ đối địch ra, còn có thể đã có quan hệ thần thuộc. Hoàng Đế từng sai khiến Xi Vưu làm chủ quản việc luyện kim, phụ tá Thiếu Hạo. Thời Xuân Thu, danh tướng nước Tề là Quản Trọng thì cho rằng Xi Vưu là người đứng đầu trong "lục tướng" của Hoàng Đế, địa vị rất cao. Thời Chiến Quốc, Hàn Phi cũng có các ghi chép tương tự, song mang nhiều sắc thái thần thoại hơn.

#### Xi Vưu với Cửu Lê và Tam Miêu
Xi Vưu là thủ lĩnh của Cửu Lê (九黎), việc này có rất nhiều ghi chép và thậm chí còn có tranh luận. Xi Vưu là đại diện cho Cửu Lê và có quan hệ với một tập đoàn bộ lạc khác là Tam Miêu (三苗). Căn cứ theo "Thượng thư" và "Quốc ngữ" cùng nhiều loại thư tịch cổ, Tam Miêu bắt nguồn từ Cửu Lê, và là hậu thế của Cửu Lê. Cửu Lê chiến bại, tộc nhân lưu tán, phát triển thành Tam Miêu.
Tuy nhiên, có nhiều học giả bất đồng về điều này và nhận định rằng Cửu Lê và Tam Miêu không có nguồn gốc với nhau. Một cách giải thích khác là Xi Vưu là tên hiệu cộng đồng của thủ lĩnh quân sự liên minh bộ lạc, do vậy là hậu duệ của Viêm Đế, cũng là thủ lĩnh tập đoàn Lưỡng Hạo (Thái Hạo, Thiếu Hạo), cũng là quân chủ Cửu Lê, sau đó tập đoàn Tam Miêu noi theo sử dụng tước hiệu này.

#### Xi Vưu và Đông Di
Người ngày nay thường nói Xi Vưu là thủ lĩnh Đông Di. Kỳ thực, "Đông Di" là cách xưng hô sau khi hình thành mô hình "Hoa Di ngũ phương" thời Thương Chu, cách xa thời đại của Xi Vưu, hoặc nói Đông Di là hậu duệ của Xi Vưu, điều này có vẻ thích hợp hơn.

### Dân tộc hậu thế
Căn cứ theo một số sử thi, ca dao, truyền thuyết của người Miêu, Xi Vưu là đại tổ thần của tộc người này, có địa vị hết sức cao quý. Một số học giả, đặc biệt là học giả người Miêu đề xuất rằng, tổ tiên của người Miêu vào thời thượng cổ ban đầu cư trú tại lưu vực Hoàng Hà, do bị tộc Hoa Hạ đánh bại, bị buộc phải thiên di đến khu vực Quý Châu, tây bộ tỉnh Hồ Nam và tây nam bộ tỉnh Hồ Bắc ngày nay.
Sau khi Xi Vưu bại trận, một bộ phận tộc nhân dung hợp vào tập đoàn Viêm Hoàng, do đó trở thành một bộ phận của tộc Hoa Hạ, cũng là tổ tiên của người Hán ngày nay. Một số họ của người Hán có khả năng có liên hệ với Xi Vưu, như Trâu, Đồ (屠), Lê (黎), Xi (蚩).
Căn cứ theo "Hậu Hán thư-Tây Khương truyện", một bộ phận tộc nhân Tam Miêu đã di chuyển về hướng tây. Do vậy nếu thừa nhận Xi Vưu và Tam Miêu (三苗) có quan hệ thì Xi Vưu chính xác là tổ tiên của người Hmong.
Phân chi Đông Bắc Di của Đông Di có thể có khả năng có quan hệ với Phù Dư và có thể là cả Cao Câu Ly. Năm 1979, tại Hàn Quốc xuất hiện một quyển sách lịch sử gây tranh cãi là Hoàn Đàn cổ ký (桓檀古記, 환단고기), trong đó Xi Vưu được xem là Từ Ô Chi Hoàn Hùng (慈烏支桓雄, 자오지 환웅), đại quân chủ thứ 14 của Bột Đạt Quốc (倍達國, 배달국) trên bán đảo Triều Tiên.

## Sùng bái Xi Vưu

### Khu vực người Hán
Mặc dù Xi Vưu là nhân vật phản diện trong các điển tịch Nho giáo, song trong dân gian vẫn duy trì truyền thống thờ phụng Xi Vưu, khu vực các tỉnh Hà Bắc và Sơn Tây ở Hoa Bắc có hoạt động thờ phụng tương quan. Như Nhâm Phưởng (任昉) thời Nam triều có ghi trong "Thuật dị chí" (述异志) rằng Ký châu (nay là Hà Bắc) có nhạc danh (Xi Vưu hí), người dân đầu đội sừng trâu và giữ thăng bằng. Tại một thôn ở Thái Nguyên có tế thần Xi Vưu. Tần Thủy Hoàng tự mình tế Xi Vưu, xem là một trong tám chiến thần. Các bậc đế vương và võ tướng sau này trước khi xuất chinh thường tế bái Xi Vưu để cầu xin sự phù hộ.
Theo truyền thuyết, sau khi chiến bại, Xi Vưu bị chặt đầu, ngoài ra còn có nhiều mộ được cho là của Xi Vưu, tức "Xi Vưu chủng" (蚩尤冢), có người dân cúng tế. Ở huyện Cự Dã thuộc tỉnh Sơn Đông có "mộ Xi Vưu" và "quảng trường Xi Vưu".
Căn cứ vào việc Xi Vưu là một trong lục tướng của Hoàng Đế, đứng đầu trong việc quản lý thời tiết, tên gọi này đã được đặt cho một loại hình nhất định trong chiêm tinh học, gọi là "Xi Vưu kỳ". Căn cứ theo Lã thị Xuân Thu, Sử ký, Tùy thư và các văn hiến khác miêu tả, Xi Vưu kỳ ứng chỉ một số loại sao chổi nhất định, là dấu hiệu của chiến tranh.

### Người Miêu
Trong khi người Hán tự nhận là con cháu của Viêm Hoàng, người Miêu tiếp tục xem Xi Vưu là tổ tiên của mình. Một bộ phận người Miêu lưu truyền truyền thuyết "Gid Chib Yeul Laol", trong đó "Gid Chib" ý chỉ ông hay người già, "Yeul Laol" ý chỉ anh hùng, vẫn còn có tranh luận về việc nó có phải ám chỉ đến Xi Vưu hay không. Ở các vùng người Miêu tại Kiềm Đông Nam thuộc tỉnh Quý Châu và huyện Dung Thủy thuộc Quảng Tây, cứ mỗi sáu năm hoặc mười năm lại cử hành một lần nghi thức tế tổ Chiguzang (吃鼓藏, Cật Cổ Tang) với quy mô lớn, đầu tiên là tế thủy tổ "Khương Vưu" (姜尤). Ở Kiềm Nam thuộc tỉnh Quý Châu có sử thi "Bảng Xi Vưu" (榜蚩尤), kể về truyện cũ của vị tổ tiên đệ nhất Hương Vưu (香尤).
Người Miêu ở Mã Quan, Vũ Định có phong tục "khiêu nguyệt" (跳月) (Hauv toj)  hoặc "thải hoa sơn" (踩花山), truyền thuyết của phong tục này và Xi Vưu có quan hệ mật thiết. Đường thời, Xi Vưu lãnh đạo dân Miêu chống lại việc Hoàng Đế đông tiến, sau khi thất bại thì rút vào núi sâu. Nhằm triệu tập người Miêu ở tứ phương, Xi Vưu dựng cây gậy gỗ trên núi, cho treo dải lên, lệnh cho nam nữ ca múa xung quanh cây gậy hoa, thổi lô sanh (芦笙, một loài khèn của người Miêu). Khung cảnh náo nhiệt đã thu hút nhiều người Miêu tụ hội, tập hợp lại và nhập quân chiến đấu chống lại người Hán. Về sau, nó đã trở thành một hội hát múa lớn, trở thành tiết truyền thống của người Miêu.
Người Miêu có phong tục thờ cúng cây phong, thậm chí lấy cây phong làm vật tổ. Điều này cũng có thể liên quan đến Xi Vưu Sử thi "Phong mộc ca" của người Miêu nói rằng tộc người Miêu và thậm chí là cả nhân loại đều được tạo ra từ cây phong.

## Trong Văn học
Trong tiểu thuyết "Xi Vưu Thiên hoàng" (蚩尤天皇, 치우천왕기) xuất bản tại Hàn Quốc năm 2007, Xi Vưu được viết là tổ tiên của dân tộc Triều Tiên và đã đánh thắng Hoàng Đế. Cuốn tiểu thuyết này gây ra phản ứng tiêu cực từ phía Trung Quốc vì cho rằng nó bóp méo lịch sử.